# Движител
Движител е устройството, преобразуващо енергията на двигателя или на външен източник, чрез взаимодействието си със средата, в полезна работа по преместването на транспортното средство. То се явява част от машина.

## По суша
- Колело – автомобили, локомотиви, велосипеди и т.н.
  - Пневматично колело
  - Роторно-фрезов движител – вариант на колесния движител, в който се използват ротори-фрези в съчетание с поддръжащи ски.
- Гъсеничен движител – гъсенични (верижни) трактори, танкове, някои типове вседеходи.
- Полугъсеничен движител, в който едновременно се използват и колела, и вериги.
- Скигъсеничен движител, в който едновременно се използват вериги и ски.
- Шнек – шнеко-роторни машини, някои типове вседеходи (шнекороторен вседеход).
- Крайници – при крачещите механизми: андроиди, шагоходи, екзоскелети, крачещите екскаватори.
- Маглев (електромагнитно поле) – влакове

## Във/на вода
- Платно – ветроходните съдове
- Весло – гребен кораб, лодка
- Плавников движител – плувци, малки съдове, подводен планер, акваскипер[1]
- Гребен винт, гребно колело – големи плавателни съдове, кораби
  - Криловиден движител – дирижабъл
- Лопастен винт – съд на въздушна възглавница
- Водометен движител – джет

## Във въздуха
- Въздушен винт – самолети, вертолети, мултикоптери
- Реактивно сопло – самолети, ракети.
- Махащо крило – махолети (орнитоптери).

## В космоса
- Реактивно сопло
- Електрически ракетен двигател – космически апарати
- Слънчево платно
- EM Drive

## Оригинални движители
- Колело с елипсоидна форма (разположено под такъв ъгъл, че ако се гледа отстрани, изглежда като кръг) – позволява да се гребе във водата
- Квадратно колело – патент от 1959 г. на американеца А. Сфред[2].
- Ротопед – „ходещо“ колело с пневматика (предложено от директора на пражкото НИИ по техника на задвижването Ю. Мацкерле, 1964)[3][4].

- Виброход – постъпателното движение идва от вибрация на корпуса относително опорната повърхност.

- Движител амебен тип – за преместаването течност преминава от една негова част в друга.